# Philosepedon decipiens
Philosepedon decipiens är en tvåvingeart som beskrevs av Quate 1965. Philosepedon decipiens ingår i släktet Philosepedon och familjen fjärilsmyggor.
Artens utbredningsområde är Filippinerna. Inga underarter finns listade i Catalogue of Life.